# EUROCAT
EUROCAT (European network of population-based registries for the epidemiological surveillance of congenital anomalies) ist eine Organisation, die europaweit die Register für Fehlbildungen in einem Netzwerk zusammenfasst, um epidemiologische Daten für ganz Europa zu erheben und in einem zusammenfassenden Fehlbildungsregister zur Verfügung zu stellen. Es ist ihr Ziel, eine Vergleichbarkeit der Daten der verschiedenen Länder zu erreichen.
Der Name EUROCAT ist ein Akronym aus dem ursprünglichen Namen der Organisation, die 1978 als European registration of congenital abnormalities and twins gegründet wurde.

## Leitung
Der Vereinigung steht ein Lenkungsausschuss mit einer Präsidentin und vier weiteren gewählten und drei nicht gewählten Mitgliedern vor.
Präsidentin ist bis 2021 Amanda Neville von der Universität Ferrara (Italien).

## Tätigkeit
EUROCAT erfasste im Jahr 2005 1,2 Millionen Geburten pro Jahr, was 25 % der Gesamtzahl europäischer Geburten entspricht. Laut eigenen Angaben erfasste EUROCAT 2011 1,5 Millionen Geburten in 20 Ländern.

## Geschichte
Die Idee wurde 1974 entwickelt während einer Sitzung der europäischen Wirtschaftsgemeinschaft auf eine Empfehlung von dessen Komitee für medizinische Forschung (CRM) hin.
Es war eines von drei „Concerted Action Projects“ des First Medical Research Programme der europäischen Wirtschaftsgemeinschaft.
Die drei Projekte waren
1. Zellalterung und eingeschränkte funktionelle Kapazität von Organen,
2. Extrakorporale Oxygenierung und
3. Registrierung von Fehlbildungen.

Sie wurden 1978 beschlossen.
EUROCAT begann mit der Zusammenarbeit mit Registern aus den neun Ländern Belgien, Dänemark, Frankreich, Bundesrepublik Deutschland, Irland, Italien, Luxemburg, Niederlande und dem Vereinigten Königreich.
Das Zentralregister wurde zunächst am Department für Epidemiologie der Université catholique de Louvain in Brüssel angesiedelt, wechselte 1999 für ein Jahr an die London School of Hygiene and Tropical Medicine, um dann von 2000 bis 2014 an der University of Ulster seinen Sitz zu haben. Zum 1. Januar 2015 gab es einen erneuten Wechsel des Zentralregisters an das European Commission’s Joint Research Centre (JRC) nach Ispra (Italien).